# Céphale et Procris (ballet)
Pour les articles homonymes, voir Céphale et Procris.
Personnages
- Céphale, Chasseur thessalien (taille)
- Procris, Nymphe de Diane (dessus)
- L'Aurore, Déesse de l'aurore (dessus)
- Palès, Déesse des bergers (dessus)
- Flore, Déesse des fleurs (bas-dessus)
- La Jalousie (bas-dessus)
- L'Amour (dessus)

Céphale et Procris ou l’Amour conjugal est un ballet héroïque en trois actes d'André Grétry, sur un livret de Jean-François Marmontel et une chorégraphie de Gaëtan Vestris, créé le 30 décembre 1773 à l'Opéra royal du château de Versailles.

## Acteurs chantants
- Procris : Mlle Levasseur.
- L’Aurore : Mlle Beaumesnil.
- Céphale : M. Le Gros.
- Flore : Mlle Mallet.
- Palès : Mlle. Châteauneuf.
- Le Soupçon : M. La Suze.
- La Jalousie : Mlle Duplant.
- L’Amour, Mlle. Champlain.
- Une Nymphe, Mlle Le Bourgeois.
- Nymphes de Diane.
- Les heures du matin.
- Zéphirs, Silvains, Driades.
- Suite de Palès.
- Suite de la Jalousie.
- Suite de l’Amour.

## Argument

### Acte premier
Le théâtre représente une forêt.
Nymphe de Diane, Procris s'est détournée de la déesse par amour pour le chasseur Céphale. Mais elle trouve une puissante rivale en la personne de l'Aurore, elle aussi amourachée du jeune et beau chasseur. Pour briser les liens qui l'unissent à Procris, celle-ci, déguisée en Nymphe des bois, prédit à Céphale que la vengeance de Diane sera terrible : Céphale lui-même en sera l'instrument et immolera celle qu'il aime. Épouvanté par cette image et malgré les exhortations de Procris, Céphale fait le choix de l'abandonner.

### Acte deuxième
Le théâtre est d'abord rempli de nuages légers, qui se dissipent, et laissent voir l'Aurore dans son palais, environnée de sa cour, et couchée sur un lit de roses.
Céphale s'est réfugié dans le palais de l'Aurore où les suivantes de la déesse lui font entrevoir la douceur de vivre auprès d'elle. L'Aurore apparaît et révèle la nature de ses sentiments, mais Céphale, guidée par son amour inaltérable et invincible pour Procris, refuse ces avances.

### Acte troisième
Le théâtre représente un lieu aride, âpre et désert, au milieu d'un bois.
Abandonnée, Procris se croit trahie par son amant : elle est torturée par la Jalousie qui tente d'ébranler ses convictions amoureuses. Elle résiste un temps mais s'évanouit, interprétant mal des paroles que Céphale prononce en se croyant seul. Le chasseur se méprend lui-même lorsqu'il entend sa bien-aimée s'effondrer dans un buisson qui la cache à sa vue et décoche une flèche qui meurtrit Procris. La vengeance de Diane s'est donc accomplie malgré les efforts des deux amants. Mais l'Amour descend in extremis des cieux pour réanimer Procris, couronne la constance en désarmant Diane, et réunit Céphale et Procris pour l'éternité.

## Genèse

### Contexte marital
À la suite de la représentation de l'opéra-comique Le Huron (1769), la notoriété du jeune Grétry va croître inexorablement les trois années suivantes, les succès s'accumulant, notamment avec l'opéra-ballet Zémire et Azor.
Le Versailles de Louis XV lui passe alors commande de Céphale et Procris, un projet ambitieux qui doit être donné lors des festivités somptueuses en l'honneur du mariage du comte Charles-Philippe d'Artois, petit-fils du Roy et futur Charles X de France, avec Marie-Thérèse de Sardaigne.
C'est une véritable consécration pour le compositeur, surtout que pour éblouir l'Europe entière, la cour a engagé des dépenses exorbitantes afin d'engager l'art dans une voix ambitieuse et moderne. La création de Grétry partage alors l'affiche avec la reprise d'Ernelinde, princesse de Norvège de Philidor et Sabinus, une création de François-Joseph Gossec.

### Un livret hybride et ambitieux, mais critiqué
Le poème de Marmontel répond au goût de son époque pour les actions galantes et spectaculaire tout en adaptant un sujet antique bien connu de tous : les amours de Céphale et Procris déjà sujets en 1694 de la seule tragédie lyrique composée par Élisabeth Jacquet de La Guerre, portant le même titre.
Néanmoins, le livret se veut novateur dans la forme puisque l'auteur lui-même revendique une première, celle de « concilier le merveilleux et le spectacle de l'Opéra français, avec la coupe des airs, des duos, du récitatif obligé, et des ensembles à l'italienne. »
Alors que Marmontel appelle à « l'indulgence que l'on accorde aux nouveautés qui ont pour objet d'étendre la sphère des arts », les critiques sont acerbes et n'acceptent pas cette esthétique ambigüe qui hésite entre l'héritage français (sujet mythologique, présence d'allégories, scènes types comme les descentes de divinités, entrées de ballet à chaque acte...) et la modernité italienne (prologue et coupe du poème en trois actes, numéros musicaux autonomes...). Ces caractéristiques, sévèrement rejetées fortuitement à l'époque, semblent en fait « faire toute la richesse et la variété de l'ouvrage » pour le spectateur contemporain.
On lui reproche en outre d'avoir trop librement arrangé le septième livre des Métamorphoses d'Ovide, en exagérant démesurément la dimension galante de ses amours, amputant le poème de son potentiel dramatique. Si ces remarques ne manquent pas de fondement, il apparaît finalement que Marmontel, en osant avilir l'homme à ses sentiments et en lui ôtant tout héroïsme, entrebâille la porte du Romantisme à venir. Son pari n'a, semble-t-il, pas été compris.

### Ballet héroïque ou tragédie lyrique à entrées de ballet?
Céphale et Procris ne semble pas répondre aux canons du genre du « ballet héroïque », né en 1723 avec Les Fêtes grecques et romaines de François Colin de Blamont. En effet, ce genre est caractérisé par des entrées de ballet autonomes, dont le ton oscille entre grandiloquent et pastoral dans le seul objectif de présenter un divertissement spectaculaire. Or, même si l'intensité dramatique est ténue dans Céphale, elle existe bien.
Intitulé « ballet héroïque », le terme, inusité depuis plus de vingt ans, semble donc ici galvaudé par l'auteur pour éviter que son œuvre ne soit jugé à l'aune des codes de la tragédie lyrique dont Céphale et Procris relève pourtant davantage, alors que Marmontel est parfaitement conscient de présenter un genre nouveau qu'il nomme « tragédie romantique ».

## Musique
La musique de Grétry s'inscrit dans le lent mouvement d'acclimatation du style italien dans la tradition lyrique et musicale sérieuse française, perceptible dès Les Boréades (1764) de Jean-Philippe Rameau et poursuivi dans Sylvie (1765) de Jean-Claude Trial et Pierre Montan Berton, Aline, reine de Golconde (1766) de Pierre-Alexandre Monsigny, et Ernelinde, princesse de Norvège de François-André Danican Philidor.
Mais en 1773, Sabinus de François-Joseph Gossec et Céphale et Procris apparaissent véritablement « comme les avant-coureurs d'une nouvelle révolution dans la musique », renvoyant définitivement l'ancien style national dans les archives de l'histoire de la musique. Si le livret de Céphale et Procris regarde donc déjà vers le romantisme, la musique marque le basculement définitif du style baroque au style classique.
L'Iphigénie en Aulide de Christoph Willibald Gluck, généralement considéré comme la transposition de la réforme de l'opera seria à l'opéra français, ne fera finalement que consacrer « la révolution que les deux ouvrages précédents avaient commencée. »
Céphale et Procris apparaît donc comme une contribution majeure au renouvellement du répertoire lyrique français, bien en phase avec son temps quelques mois seulement avant l'arrivée de Gluck à Paris.
Alors que le poème subissait les semonces des critiques, la musique de Grétry était elle quasiment unanimement encensée : « Monsieur Grétry a développé dans cet opéra les charmes et les ressources de son génie. Ses chants jamais vagues sont toujours inspirés par le sentiment et indiqués par les paroles. »
S'essayant pour la première fois au genre sérieux, il semble avoir particulièrement réussi là où on ne l'attendait pas : « Les chœurs de cet opéra sont du plus grand effet et de la plus riche composition. Les airs de danse sont tous très saillants et d'une mélodie agréable, neuve et pittoresque. On ne s'attendait pas à la réussite de cette partie de la musique des danses, toute nouvelle pour Monsieur Grétry. »
Mais ce sont surtout les récitatifs qui impressionnèrent le public par leur élégance et leur vérité narrative, et font ainsi la singularité de l'ouvrage. Le Mercure de France écrit à leur propos qu'ils sont « si vrai, si facile, si naturel, si analogue à l'accent de la langue, qu'il semble n'être que la parole embellie, anoblie et plus sensible encore que la simple déclamation. »

## Postérité scénique
Malgré l'importance historique et la qualité de l'ouvrage qui ouvrira au compositeur les portes de l'Académie royale de musique, Céphale et Procris aura droit en effet à douze représentations dans ce temple prestigieux de la musique en mai 1775 puis vingt-six nouvelles en 1777, l'œuvre tombera dans l'oubli, sans doute à cause de l'incompréhension du livret mais aussi en raison de la ferveur gluckiste qui embrase le tout-Paris. 
Céphale et Procris est sorti de l'oubli plus de deux siècles plus tard, pour une recréation dans les lieux qui l'ont vu naître, à l'Opéra royal du château de Versailles, le 21 novembre 2009, dans le cadre des Grandes Journées Grétry organisés par le Centre de musique baroque de Versailles.

## Discographie
- 2010 : Guy Van Waas (dir.), Pierre-Yves Pruvot (Céphale), Katia Vellétaz (Procris), Bénédicte Tauran (L'Aurore), Chœur de chambre de Namur, Les Agrémens - Ricercar.